# Hannes Siegl
Hannes Siegl (* 30. Juli 1931 in Sankt Erhard (Gemeinde Breitenau), Steiermark; † 15. April 2009 in Krems an der Donau) war ein österreichischer Schauspieler und Hörspielsprecher.

## Leben
Hannes Siegl absolvierte nach seinem Schulabschluss eine professionelle Schauspielausbildung an einer Schauspielschule in Wien.
Von 1954 bis 1985 wirkte er als Schauspieler vor der Kamera in einigen Filmen und Fernsehserien mit. Von 1972 bis 1990 war er als festes Ensemblemitglied am Burgtheater Wien engagiert. Dort trat er in zahlreichen Theaterstücken auf, wie beispielsweise in Maria Stuart, Mirandolina, Komödie der Verführung und Der zerbrochne Krug. Daneben stand Siegl als Bühnendarsteller auch am Landestheater Linz und am Schauspielhaus Zürich auf der Bühne.
Hannes Siegl war bis zu seinem Tod mit der Schauspielerin Ingrid Burkhard verheiratet. Aus der Ehe gingen zwei Kinder hervor, der Schauspieler Dietrich Siegl und die Tochter Katharina (* 1958). Hannes Siegl starb im April 2009 im Alter von 77 Jahren. Er wurde in Wien beigesetzt.

## Filmografie
- 1954: Schicksal am Lenkrad
- 1959: Peripherie
- 1960: Die Träume von Schale und Kern
- 1961: Auf der Suche nach dem Glück
- 1962: Tevya und seine Töchter
- 1963: Die Eisenbahn
- 1964: Die Tasse mit dem Sprung
- 1966: Gaspar Varros Recht
- 1966: Die Gefährtin
- 1969: Die Fee
- 1974: Die Parade
- 1975: Viel Lärmen um Nichts
- 1976: Der Talisman
- 1979: Ein echter Wiener geht nicht unter (Fernsehserie, 1 Folge)
- 1980: Ein heiliger Abend
- 1980–1985: Familie Merian (Fernsehserie, 24 Folgen)
- 1984: Der Zerrissene

## Hörspiele (Auswahl)
- 1948: Eugene O’Neill: Tran (Slocum) – Regie: Hans Krendlesberger (Hörspielbearbeitung – RWR Oberösterreich)
- 1952: Erich Kästner: Die Konferenz der Tiere – Regie: Hans Krendlesberger (Hörspielbearbeitung – RWR Oberösterreich)
- 1955: Alfred Savoir: Die Großfürstin und der Zimmerkellner – Bearbeitung und Regie: Hans Krendlesberger (Hörspielbearbeitung – ORF Oberösterreich)
- 1956: Alexander Puschkin: Pique Dame – Bearbeitung und Regie: Ferry Bauer (Hörspielbearbeitung – ORF Oberösterreich)
- 1956: Jean Giraudoux: Intermezzo – Regie: Hans Krendlesberger (Hörspielbearbeitung – ORF Oberösterreich)
- 1977: Oskar Zemme: Mennige/Die Klingel (a) – Regie: Ferry Bauer (Hörspiel – ORF Oberösterreich/SFB)
- 1982: Johann Nestroy: Der Zerrissene (Staubmann, Justitiarius) – Regie: Otto Schenk (Hörspielbearbeitung – ORF Salzburg/SBGF)

Quelle: Ö1-Hörspieldatenbank